# Byrsia reducta
Byrsia reducta är en fjärilsart som beskrevs av Rothschild 1912. Byrsia reducta ingår i släktet Byrsia och familjen björnspinnare. Inga underarter finns listade i Catalogue of Life.